# Sudince
Sudince este o comună slovacă, aflată în districtul Krupina din regiunea Banská Bystrica. Localitatea se află la altitudinea de 185 m deasupra n.m., se întinde pe o suprafață de 4,09 km2 și în 2017 număra 85 de locuitori.

## Istoric
Localitatea Sudince este atestată documentar din 1245.

## Demografie
| An:                | 1994 | 2004    | 2014    | 2024 |
| ------------------ | ---- | ------- | ------- | ---- |
| Număr de persoane: | 68   | 59      | 80      | 92   |
| Diferență:         |      | −13,23% | +35,59% | +15% |

| An:                | 2023 | 2024   |
| ------------------ | ---- | ------ |
| Număr de persoane: | 91   | 92     |
| Diferență:         |      | +1,09% |